# رونالد دبليو. ييتس
رونالد دبليو. ييتس (بالإنجليزية: Ronald W. Yates)‏ هو ضابط أمريكي، ولد في 3 أكتوبر 1938 في ممفيس في الولايات المتحدة.